# ماری دروس
ماری دروس ( انگلیسی: Mary Deros؛ زادهٔ ۱۹۵۱) سیاست‌مدار اهل یونان-کانادا است.

## زندگی‌نامه
وی در ۱۹۵۱ در آتن به دنیا آمد. وی ارمنی-یونانی‌تبار می‌باشد. در جریان ‌نسل‌کشی ارمنی‌ها پدرش از امپراتوری عثمانی به جزیره ساموس یونان گریخت. در سال ۱۹۵۷ زمانی که تنها هفت سال سن داشت به همراه خانواده به مونترئال نقل مکان نمود.  وی به زبان‌های ارمنی، یونانی، فرانسوی و انگلیسی تسلط کامل دارد. 